# Трёхатомный ион водорода
Трёхатомный ион водорода (название ИЮПАК[уточнить]: hydrogenonium ion) — катион (положительный молекулярный ион водорода) с формулой {\displaystyle {\ce {H3^+}}}, состоящий из трёх атомов водорода, разделяющих между собой два электрона. Один из самых распространённых ионов во Вселенной. В условиях сверхмалой плотности межзвёздного пространства и низкой температуры стабилен. Играет огромную роль в процессах звёздообразования на этапах гравитационного коллапса молекулярных облаков, особенно его роль была важна в молодой Вселенной при низкой металличности межзвёздной среды; не менее значим в процессах химических превращений в газопылевых туманностях в межзвёздном пространстве.
Катион триводорода — простейшая трёхатомная молекула, поскольку его два электрона — единственные валентные электроны в системе. Это также простейший пример двухэлектронной трёхцентровой связи.

## История
{\displaystyle {\ce {H3^+}}} был впервые открыт Дж. Дж. Томсоном в 1911 году. Используя ранний вариант масс-спектрометрии для изучения возникающих видов плазменных разрядов, он обнаружил большое количество молекулярных ионов с отношением массы к заряду 3. Он заявил, что единственными двумя вариантами могут быть {\displaystyle {\ce {C^4+}}} или {\displaystyle {\ce {H3^+}}}. Поскольку сигнал становился сильнее в чистом газообразном водороде, он определил их как молекулярные ионы водорода.
Способ образования был открыт Хогнессом и Ланном в 1925 году. Они также использовали раннюю форму масс-спектрометрии. Было обнаружено, что с увеличением давления водорода количество {\displaystyle {\ce {H3^+}}} линейно увеличивается, а количество {\displaystyle {\ce {H2^+}}} линейно уменьшается. Кроме того, Н+ было мало при любом давлении. Эти данные позволяют предположить путь образования через протонный обмен.
В 1961 году Мартин и др. впервые было высказано предположение, что {\displaystyle {\ce {H3^+}}} может присутствовать в межзвёздном пространстве, учитывая большое количество водорода там и экзотермический путь его образования (~1.5 eV). Это привело к предположению Уотсона и Хербста c Клемперером в 1973 году, что {\displaystyle {\ce {H3^+}}} ответственен за образование многих наблюдаемых молекулярных ионов.
Лишь в 1980 году Такеши Ока открыл первый спектр {\displaystyle {\ce {H3^+}}}, который принадлежал фундаментальной полосе ν2 (см. #Спектроскопия), используя метод, называемый обнаружением частотной модуляции. Это положило начало поиску внеземного {\displaystyle {\ce {H3^+}}}. Эмиссионные линии были обнаружены в конце 1980-х — начале 1990-х годов в ионосферах Юпитера, Сатурна и Урана.
В 1996 году {\displaystyle {\ce {H3^+}}} был обнаружен в межзвёздной среде в двух молекулярных облаках. В 1998 году {\displaystyle {\ce {H3^+}}} был неожиданно обнаружен в рассеянном межзвёздном облаке на линии видимости Лебедь OB2-12. В 2006 году вышла работа, где было объявлено, что {\displaystyle {\ce {H3^+}}} повсеместно распространён в межзвёздной среде.

## Структура

Структура H3^+

Три атома водорода в молекуле образуют равносторонний треугольник с длиной связи 0,90 Å с каждой стороны. Связь между атомами представляет собой трехцентровую двухэлектронную связь, структуру делокализованного резонансного гибридного типа. Было рассчитано, что прочность связи составляет около 4,5 эВ (104 ккал/моль).

### Изотопологи
Теоретически катион имеет 10 изотопологов, образующихся в результате замены одного или нескольких протонов ядрами других изотопов водорода; а именно, на ядра дейтерия (дейтроны, 2H+) или трития (тритоны, 3H+). Некоторые из них были обнаружены в межзвёздных облаках. Они различаются атомным массовым числом A и числом нейтронов N:
- {\displaystyle {\ce {H3^+}}} = 1{\displaystyle {\ce {H3^+}}} (A=3, N=0) (основной катион).
- [DH2]+ = [2H1H2]+ (A=4, N=1) (дейтерий-дипротийный катион).
- [D2H]+ = [2H21H]+ (A=5, N=2) (дейтерий-протийный катион).
- {\displaystyle {\ce {D3^{+}}}} = {\displaystyle {\ce {^{2}_{}H3^{+}}}} (A=6, N=3) (тридейтерийный катион).
- [TH2]+ = [3H1H2]+ (A=5, N=2) (тритий-дипротийный катион).
- [TDH]+ = [3H2H1H]+ (A=6, N=3) (тритий-дейтерий-протийный катион).
- [TD2]+ = [3H2H2]+ (A=7, N=4) (тритий-дидейтерийный катион).
- [T2H]+ = [3H21H]+ (A=7, N=4) (дитритий-протийный катион).
- [T2D]+ = [3H22H]+ (A=8, N=5) (дитритий-дейтерийный катион).
- {\displaystyle {\ce {T3^+}}} = {\displaystyle {\ce {^{3}_{}H3^{+}}}} (A=9, N=6) (тритритийный катион).

Изотопологи дейтерия участвуют во фракционировании дейтерия в межзвёздных облаках, что позволяет объяснить различие в изотопном составе различных объектов в космосе. Основная реакция образования дейтерированного изотополога
{\displaystyle {\ce {H3^+}}} + {\displaystyle {\ce {HD}}} ↔ {\displaystyle {\ce {H2D^+}}} + {\displaystyle {\ce {H2}}}
является экзотермической в прямом (слева направо) направлении, что обуславливает эффективный переход дейтерия в протонированный молекулярный водород, который активно участвует в дальнейших химических превращениях с образованием более сложных молекул. Кроме того, несимметричные (то есть содержащие одновременно различные изотопы) изотопологи имеют дополнительные степени свободы, связанные с вращением несимметричных молекул и, следовательно, более сложный спектр и более эффективно участвуют в охлаждении газовых облаков.

### Спиновые изомеры
Протоны {\displaystyle {\ce {H3^+}}} могут иметь две различные спиновые конфигурации, называемые орто- и пара-. Орто-{\displaystyle {\ce {H3^+}}} имеет параллельные спины всех трёх протонов, что дает общий ядерный спин 3/2. В пара-{\displaystyle {\ce {H3^+}}} два протона имеют параллельный спина, в то время как другой антипараллельный, что дает общий ядерный спин 1/2.

## Образование
Основным путём образования протонированного молекулярного водорода является реакция между нейтральной молекулой и молекулярным ионом водорода:
{\displaystyle {\ce {H2^+}}} + {\displaystyle {\ce {H2}}} → {\displaystyle {\ce {H3^+}}} + {\displaystyle {\ce {H}}}
Концентрация {\displaystyle {\ce {H2^+}}} — это то, что ограничивает скорость этой реакции в природе — единственным известным естественным источником ее является ионизация {\displaystyle {\ce {H2}}} космическими лучами в межзвёздном пространстве:
{\displaystyle {\ce {H2}}} + γ → {\displaystyle {\ce {H2^+}}} + e−

## Химические реакции и распад
Поскольку сродство нейтральной молекулы водорода ниже (4,4 эВ), чем у почти всех атомов и молекул (за некоторыми исключением вроде He, N и O2), {\displaystyle {\ce {H3^+}}} действует как универсальный донор протонов (очень сильная кислота Льюиса) посредством реакции протонного перехода:
{\displaystyle {\ce {H3^+}}} + {\displaystyle {\ce {X}}} → {\displaystyle {\ce {H2}}} + {\displaystyle {\ce {HX^+}}}
После протонирования HX+ становится гораздо более активным, чем нейтральный X, что ведёт к дальнейшим реакциям.
Например, взаимодействуя со второй по распространённости во Вселенной молекулой CO,
{\displaystyle {\ce {H3^+}}} + {\displaystyle {\ce {CO}}} → {\displaystyle {\ce {HCO^+}}} + {\displaystyle {\ce {H2}}}
Важным продуктом этой реакции является HCO+ — важная молекула для межзвёздной химии. Её сильный дипольный момент и большое количество позволяют легко обнаруживать с помощью радиоастрономии, а взаимодействием с молекулой водорода ведёт к образованию формальдегида H2CO — простой органической молекулы.
Взаимодействуя с атомарным кислородом через цепочку реакций может получиться вода. Впрочем, данный процесс идёт не очень эффективно и основным способом образования воды во Вселенной являются реакции на поверхности пылевых частиц, а не в газовой фазе, как в случае и катионом триводорода.
Поскольку своевременное образование большого количества молекул необходимо для охлаждения гравитационно-конденсирующегося газа, {\displaystyle {\ce {H3^+}}} играет решающую роль в звёздообразовании.
Межзвёздный {\displaystyle {\ce {H3^+}}} разрушается не только в ходе химических реакций, но и при диссоциативной рекомбинации с электронами. Как диффузные, так и плотные облака имеют один и тот же механизм образования {\displaystyle {\ce {H3^+}}}, но разные доминирующие механизмы разрушения. В плотных облаках доминирующим механизмом разрушения является перенос протонов на CO, что соответствует прогнозируемой плотности молекул в 10–4 см–3. В диффузных облаках доминирующим механизмом разрушения является диссоциативная рекомбинация. Это соответствует прогнозируемой плотности численности 10–6 см–3.

## Спектроскопия
Спектроскопия {\displaystyle {\ce {H3^+}}} представляет собой сложную задачу. Из-за симметрии H3+ не имеет постоянного электрического дипольного момента и, следовательно, чистый вращательный спектр чрезвычайно слаб. Инфракрасная спектроскопия возможна с {\displaystyle {\ce {H3^+}}}, поскольку одна из колебательных мод имеет слабый переходный дипольный момент дважды вырожденного колебания, начало полосы которого составляет 4 мкм. К счастью, этот спектр появляется в области длин волн, известной астрономам как L-окно, в котором нет сильных спектров других молекул. Это делает инфракрасный спектр доступным для наблюдения с наземных обсерваторий, поскольку поглощение молекул атмосферы не создает серьёзных помех. Было обнаружено более 895 линий поглощения. Линии излучения {\displaystyle {\ce {H3^+}}} также были обнаружены при наблюдении атмосфер планет-гигантов. Эмиссионные линии {\displaystyle {\ce {H3^+}}} обнаруживаются путем наблюдения за молекулярным водородом и обнаружения линий, которых нельзя отнести к нему.

## Астрономическое обнаружение
Протонированный водород был обнаружен в двух типах объектов: газовых гигантов вроде Юпитера, и межзвёздных облаках. На планетах он был обнаружен в ионосферах —области, где высокоэнергетическое излучение Солнца ионизирует частицы в атмосферах планет. Поскольку в атмосферах газовых гигантов присутствует высокий уровень H2, то это излучение может производить значительное количество {\displaystyle {\ce {H3^+}}}. Кроме того, с таким источником, как Солнце, спектральный диапазон излучения которого очень широкий, имеется достаточно излучения для перевода {\displaystyle {\ce {H3^+}}} на более высокие энергетические уровни, из которых он может выйти путём самопроизвольного излучения.
Поскольку ионизация космическими лучами распространена повсеместно, {\displaystyle {\ce {H3^+}}} образуется в изобилии в любой области с молекулярным водородом, хотя его постоянная концентрация не высока из-за его высокой химической активности.

### Атмосферы планет
Первые эмиссионные линии {\displaystyle {\ce {H3^+}}} были обнаружены в 1989 году в ионосфере Юпитера. Было обнаружено всего 23 линии, используя которые линии, они смогли определить температуру около 1100 К (830 °C), что сравнимо с температурами, определёнными по другим эмиссионным линиям, таких как H2. В 1993 году {\displaystyle {\ce {H3^+}}} обнаружили на Сатурне и Уране.

### Молекулярные межзвёздные облака
{\displaystyle {\ce {H3^+}}} не был обнаружен в межзвёздной среде до 1996 года, когда две его линии были идентифицированы в результате обзора двух молекулярных облаков. Оба источника имели температуру протонированного водорода около 35 К (-238 °C). С тех пор он был обнаружен во многих других молекулярных облаках, включая NGC 1579.
Особенно большие количества катионов трёхатомного водорода содержатся в области 200 парсек от центра Галактики, которая содержит огромные количества преимущественно молекулярного газа. Там по расчётам должны быть большие запасы {\displaystyle {\ce {H3^+}}}, но наблюдения на радиотелескопе Субару и других показали, что его количества в 5 раз больше теоретических оценок.

### Диффузные межзвёздные облака
Неожиданностью оказалось обнаружение в 1998 году трёх линий {\displaystyle {\ce {H3^+}}} в рассеянном межзвёздном облаке на линии видимости Лебедь OB2-12. До этого считалось, что плотность H2 слишком мала для образования заметного количества {\displaystyle {\ce {H3^+}}}. Температура газа была определена в 27 К (-246 ° C). С тех пор {\displaystyle {\ce {H3^+}}} был обнаружен во многих других диффузных облаках, в том числе и на линии обзора ζ Персея.